# 54gy busz (Budapest)
A budapesti 54-es (gyors 54-es) jelzésű autóbusz a Kispest, Határ út és Pestszentimre, központ között közlekedett. A vonalat a Budapesti Közlekedési Zrt. üzemeltette.

## Története
1969. december 1-jén 154-es jelzéssel új gyorsjáratot indítottak a Boráros tér és Pestimre, Dózsa György utca között. 1973-tól 154E jelzéssel expresszjárat is járt, mely csak a két végállomáson állt meg. 1977. január 1-jén e két járat az 54-es és az 54E jelzéseket kapta.
1990. augusztus 30-án megszűnt az 54E, ezzel egy időben az 54-es végállomása átkerült a kispesti Határ út metróállomáshoz.
2002. december 1-jén BKV+ szolgáltatást kapott, a vonalon FOK-GYEM kijelzős autóbuszok közlekedtek.
A gyáli buszok 2006-os átszervezése miatt megszűnt. Október 1-jétől a gyorsjárat forgalmát a 84-es, a 89-es, a 94-es és a 94E buszok vették át.

## Útvonala
| Pestszentimre, központ felé                                                                                             | Kispest, Határ út felé |
| --- | --- |
| Kispest, Határ út vá. – Ferde utca – Határ út – Nagykőrösi út – Felleg utca – Bocskai utca – Pestszentimre, központ vá. | Pestszentimre, központ vá. – Dózsa György utca – Nagykőrösi út – Határ út – Távíró köz – Távíró utca – Üllői út – Ferde utca – Kispest, Határ út vá. |

## Megállóhelyei
| 54 (Boráros tér – Pestszentimre, Dózsa György utca) | 54 (Boráros tér – Pestszentimre, Dózsa György utca) | 54 (Boráros tér – Pestszentimre, Dózsa György utca)                            | 54 (Boráros tér – Pestszentimre, Dózsa György utca) | 54 (Boráros tér – Pestszentimre, Dózsa György utca) | 54 (Boráros tér – Pestszentimre, Dózsa György utca) | 54 (Boráros tér – Pestszentimre, Dózsa György utca)            | 54 (Boráros tér – Pestszentimre, Dózsa György utca) |
| 54 (Kispest, Határ út – Pestszentimre, központ)     | 54 (Kispest, Határ út – Pestszentimre, központ)     | 54 (Kispest, Határ út – Pestszentimre, központ)                                | 54 (Kispest, Határ út – Pestszentimre, központ)     | 54 (Kispest, Határ út – Pestszentimre, központ)     | 54 (Kispest, Határ út – Pestszentimre, központ)     | 54 (Kispest, Határ út – Pestszentimre, központ)                | 54 (Kispest, Határ út – Pestszentimre, központ)     |
| Perc (↓)                                            | Perc (↓)                                            | Megállóhely                                                                    | Perc (↑)                                            | Perc (↑)                                            | Átszállási kapcsolatok                              | Átszállási kapcsolatok                                         |                                                     |
| 1990                                                | 2006                                                | Megállóhely                                                                    | 1990                                                | 2006                                                | a járat lerövidítése előtt (1990)                   | a járat megszűnésekor (2006)                                   |                                                     |
| --------------------------------------------------- | --------------------------------------------------- | ------------------------------------------------------------------------------ | --------------------------------------------------- | --------------------------------------------------- | --------------------------------------------------- | -------------------------------------------------------------- | --------------------------------------------------- |
| 0                                                   | ∫                                                   | Boráros tér végállomás (1977–1990)                                             | 30                                                  | ∫                                                   | Csepeli gyorsvasút 12, 15, 23, 23, 54 2, 2A, 4, 6   | Nem érintette                                                  |                                                     |
| 2                                                   | ∫                                                   | Hámán Kató utca (ma: Haller utca / Soroksári út)                               | 28                                                  | ∫                                                   | 23, 33, 54 2, 24                                    | Nem érintette                                                  |                                                     |
| 4                                                   | ∫                                                   | Közvágóhíd                                                                     | 26                                                  | ∫                                                   | Ráckevei HÉV 23, 23, 54, 79 2, 23, 24, 31           | Nem érintette                                                  |                                                     |
| 8                                                   | ∫                                                   | Gubacsi út                                                                     | 22                                                  | ∫                                                   | 54 30, 31                                           | Nem érintette                                                  |                                                     |
| 11                                                  | ∫                                                   | Vegyiművek (↓) TEMAFORG (↑) (ma: Gyáli út)                                     | 19                                                  | ∫                                                   | 54, 189                                             | Nem érintette                                                  |                                                     |
| ∫                                                   | 0                                                   | Kispest, Határ út végállomás (1990–2006)                                       | ∫                                                   | 21                                                  | Nem érintette                                       | 66, 66, 94, 99, 123, 154, 154A, 154B, 194, Gloriett 42, 50, 52 |                                                     |
| ∫                                                   | ∫                                                   | Távíró utca                                                                    | ∫                                                   | 21                                                  | Nem érintette                                       |                                                                |                                                     |
| 13                                                  | 3                                                   | Nagykőrösi út (↓) Nagykőrösi út (Határ út) (↑)                                 | 17                                                  | 17                                                  | 48, 54, 66, 123, 154 13, 52                         | 48, 54, 66, 94, 123, 154, 154A, 154B, Gloriett 3, 52           |                                                     |
| 15                                                  | 5                                                   | Nagysándor József utca (↓) Hunyadi utca (↑)                                    | 14                                                  | 14                                                  | 51, 54, 99, 99, 154                                 | 51, 54, 99, 151, 154, 154A, 154B, Gloriett                     |                                                     |
| 17                                                  | 7                                                   | Kéreg utca (↓) Vas Gereben utca (↑)                                            | 11                                                  | 11                                                  | 54, 68, 154                                         | 54, 68, 154, 154A, 154B                                        |                                                     |
| 19                                                  | 9                                                   | Fiume utca (↓) Használtcikk piac (↑)                                           | 9                                                   | 9                                                   | 54, 154                                             | 54, 154, 154A, 154B                                            |                                                     |
| 22                                                  | 12                                                  | Szentlőrinci út (↓) Méta utca (↑)                                              | 7                                                   | 7                                                   | 54, 136                                             | 19, 54, Tesco                                                  |                                                     |
| 24                                                  | 14                                                  | Hungarocamion                                                                  | 6                                                   | 6                                                   | 54                                                  | 54                                                             |                                                     |
| ∫                                                   | 15                                                  | Zöldségpiac                                                                    | ∫                                                   | 5                                                   | Nem érintette                                       | 54                                                             |                                                     |
| 27                                                  | 17                                                  | Hunyadi János utca (↓) Kettős-Körös utca (↑)                                   | 3                                                   | 3                                                   | 54                                                  | 54                                                             |                                                     |
| 28                                                  | 18                                                  | Bethlen Gábor utca (↓) Arany János utca (↑)                                    | 2                                                   | 2                                                   | 54                                                  | 54                                                             |                                                     |
| 29                                                  | 19                                                  | Eke utca                                                                       | 1                                                   | 1                                                   | 54                                                  | 54                                                             |                                                     |
| 30                                                  | 20                                                  | Pestszentimre, központ (korábban: Pestszentimre, Dózsa György utca) végállomás | 0                                                   | 0                                                   | 54, 54E, 94, 166, 193 Pestszentimre                 | 54, 94, 166, 193, 294, Alacska Pestszentimre                   |                                                     |